# Presa de Aixola

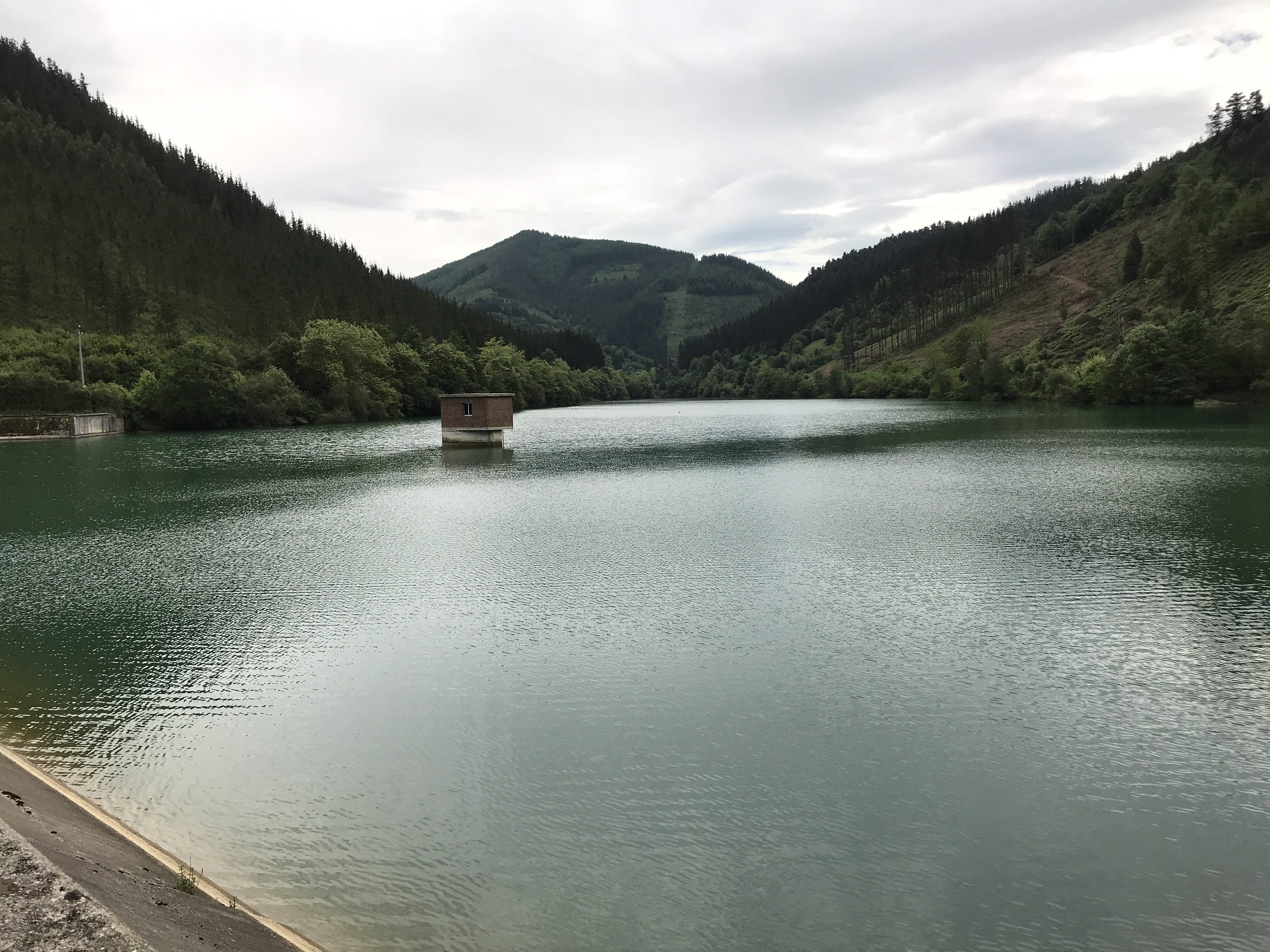
Vista parcial del embalse de Aixola desde la ribera izquierda.

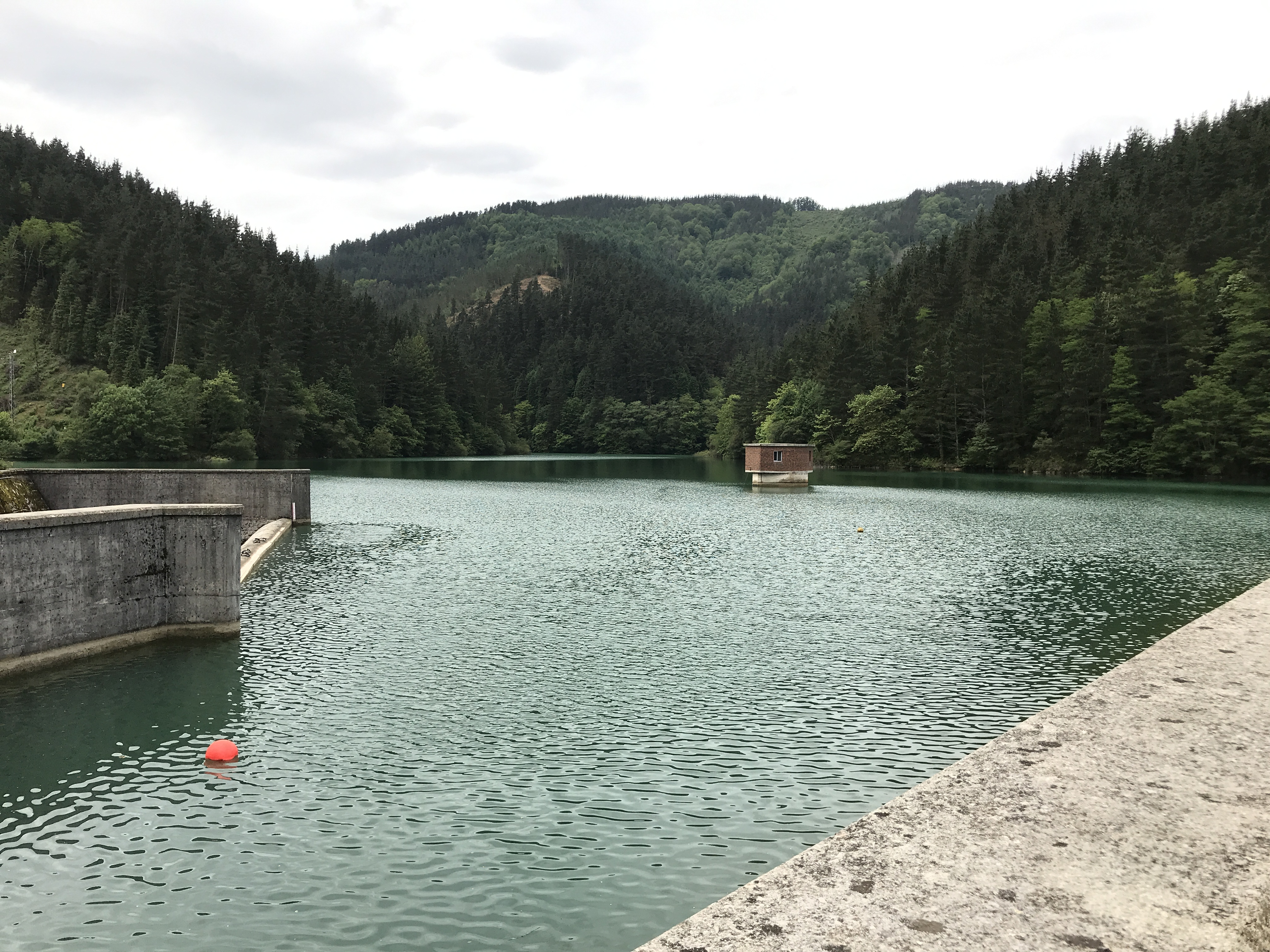
Vista parcial del embalse de Aixola desde la ribera derecha.

La presa de Aixola es una pequeña presa situada en el término municipal de la localidad guipuzcoana de Elgueta EN EL País Vasco en  España, que represa el río Aixola, perteneciente a la cuenca del Deva, formando un embalse destinado al consumo de agua potable.
Forma parte de la infraestructura de suministro de agua potable de la ciudad de Éibar y su embalse se extiende por terrenos de los municipios de Elgueta (Guipúzcoa), Zaldívar y Elorrio, estos últimos en Vizcaya.

## Localización y accesos
La presa de Aixola y su embalse se sitúan a caballo entre las provincias vascas de Vizcaya y Guipúzcoa. Pertenece a la Diputación Foral de Guipúzcoa y está gestionado por el Consorcio de aguas de Guipúzcoa. Se ubica en la zona centro-occidental de Guipúzcoa y represa las regatas de Aixola (la principal), Monte erreka y Txulo, así como otros pequeños arroyos.
Se sitúa en un estrecho valle que forman los montes Egoarbitza (734 m), Santamañazar (677 m) y Erdella (690 m) debajo de la localidad guipuzcoana de Elgueta y sobre la vizcaína de Ermua, aunque el terreno que se extiende bajo ella pertenece a la vecina Zaldívar.
El río Aixola es un afluente del río Ego el que a su vez es afluente del río Deva por lo que esta presa se encuentra en la cuenca del Deva.

### Acceso
El acceso natural a la presa y embalse de Aixola se realiza desde la villa de Ermua. Justo a la entrada de dicha población, en el barrio de San Lorenzo, parte una carretera que se dirige al barrio Zaldibitarra de Eitzaga. Siguiéndola después del barrio se llega a la presa y embalse.
Es posible acceder desde Elgueta, bajando al lado del monte Egoarbitza hacia Ermua, siguiendo el camino marcado como Aixola Bidea.

## Características técnicas
Proyectada por Francisco Urquía, se acabó de construir el 31 de diciembre de 1981. Se trata de una presa de gravedad con dique de materiales sueltos, con un volumen de 375.000 m³. La altura de la presa es de 50 m y tiene una longitud de 195 m. La cota de coronación es de 310,5 m y sus cimientos están a cota de 260 m mientras que la cota del cauce es de 262 m. Tiene un aliviadero de labio fijo con una capacidad de 80 m³ por segundo.
Se sitúa en la cuenca del pequeño río Aixola. La superficie de la cuenca hidrográfica es de 7,600 km² distribuida en terrenos de tres municipios, Elorrio, Elgueta y Zaldívar. La precipitación media anual es de 1400,000 mm lo que da como resultado una aportación media anual de 5,000 hm³. El proyecto está diseñado para una avenida de 80,000 m³/s. El embalse tiene un volumen de 2,72 hm³ y un perímetro de 4 km.
Tiene un túnel de desagüe de 150 metros de longitud por el cual transcurren cuatro tuberías de salida del agua potable, dos de ellas están destinadas para el suministro de Éibar. Dentro de la presa hay varias galerías que comunican con sendos accesos a los lados de la presa y con la torre de captación que se sitúa a unos metros del muro de la presa. Las galerías perimetrales tiene como finalidad la de servir como cierre de aguas (evitando que se filtren).

## Paisaje
Las regatas que se represan en Aixola corren dirección sur norte. El valle está situado en la ladera norte y es de aspecto sombrío. La vegetación predominante es el pino Insignis que se utiliza para la explotación maderera. A la orilla del embalse se conservan algunos ejemplares de vegetación autóctona, alisios, robles, castaños, hayas... Hay abundancia de aves y pequeños mamíferos.
La pista que bordea el embalse tiene diferentes tipos de filme. Siendo de hormigón en su primera parte y luego de tierra. Hay escasas edificaciones, solo el caserío Lapurdi Gabekoa y las ruinas del molino "Bekoerrota" son relevantes. Estas últimas se ubican en la cabecera del embalse.

## Historia
La ciudad de Éibar, con una población cercana a los 48.000 habitantes padecía de un grave problema de suministro de agua potable. La fuente de abastecimiento principal era el manantial de Sagar-erreka situado en la vecina localidad de Placencia de las Armas y su captación y conducciones databan del año 1928. 
Con el objetivo se solventar el problema de abastecimiento de agua potable, la Diputación Foral de Guipúzcoa optó la construcción de una presa que asegurara el suministro.
El 14 de junio de 1978 comenzaron las obras de la presa de Aixola. Proyetada por Francisco Urquia fue construida por la empresa Agroman y controlada, por parte de la diputación de Guipúzcoa, por el ingeniero Elósegui, y por parte de Agroman, por el ingeniero Carmelo del Moral. El plazo de ejecución era de 18 meses. La obra se acabó de construir el 31 de diciembre de 1981.
Las obras de la presa propiamente dichas comenzaron el 3 de julio, en abril del siguiente año se apreciaba que ya se había acumulado un retraso apreciable en las mismas. Retraso que haría imposible el cumplimiento de los plazos previstos. 
La construcción de la presa y el llenado de su embalse supuso la desaparición de seis caseríos: Beko errota, Balzola-barrena, Urbidekurutz, Aixola-bekua, Electra Argiberria y molino de Olazar. Las indemnizaciones que la Diputación de Guipúzcoa pago por su expropiación fueron lo suficientemente buenas para que los afectados no resultaran descontentos.
Hay testimonios que en esa misma zona llegó a haber hasta diez molinos, una tejería, dos centrales eléctricas e incluso una fundición.
Para la realización de la obra hubo que construir una carretera de 3.200 m de longitud y 6 m de anchura que uniría el pie de presa con el barrio de Eitzaga. Se removió más de 50.000 metros cúbicos de tierras.